# Океан-70
«Океан-70», также «Океан-100» или просто «Океан» — кодовое название крупномасштабных манёвров (военно-морских учений) Военно-Морского Флота СССР, проходивших с 14 апреля по 5 мая 1970 года и посвящённых столетию со дня рождения В. И. Ленина. Учения «Океан» являлись крупным мероприятием по оперативно-тактической подготовке советского ВМФ в послевоенный период и стали самыми масштабными в мировой военно-морской истории.
Под руководством Главнокомандующего ВМФ Сергея Георгиевича Горшкова в манёврах приняли участие силы всех четырёх флотов ВМФ СССР: сотни боевых единиц — надводных кораблей, атомных и дизельных подводных лодок, ракетных и торпедных катеров, десантных кораблей, десятки вспомогательных судов, а также силы береговых ракетных войск, дальней авиации и ПВО. Впервые в истории советского флота к участию в манёврах было привлечено большое количество атомных ПЛ, вооружённых баллистическими и крылатыми ракетами, самонаводящимися торпедами.

## Предыстория

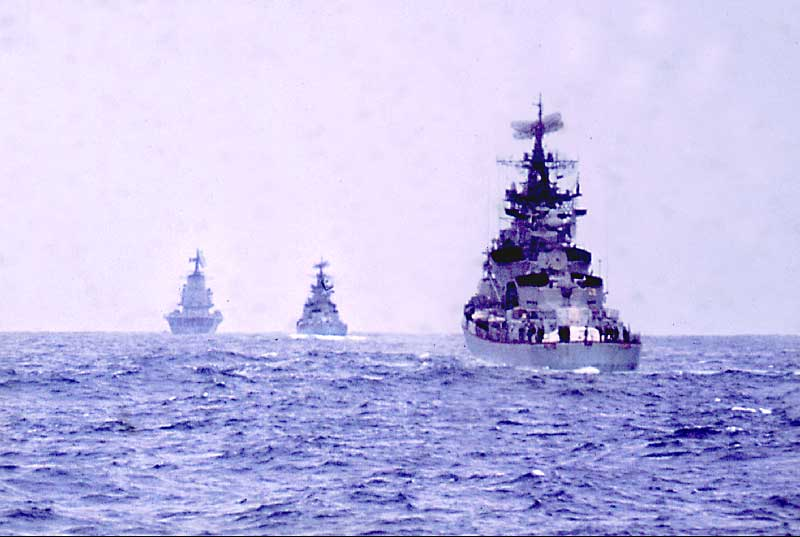
Корабельная поисково-ударная группа советских противолодочных кораблей в Атлантическом океане, январь 1970 года.

Конец 1960-х и начало 1970-х годов был периодом бурного развития советского Военно-Морского Флота. Флот за полтора предыдущих десятилетия значительно окреп и пополнился десятками новых кораблей: ракетными крейсерами проекта 58 («Грозный») и проекта 1134 («Адмирал Зозуля»), противолодочными крейсерами-вертолётоносцами проекта 1123, большими противолодочными кораблями проекта 61, большими ракетными кораблями проектов 57 и 57-А, эскадренными миноносцами проектов 56, сторожевыми кораблями проекта 50. С середины 1960-х годов велось активное строительство атомного подводного флота. Ежегодно со стапелей «Севмаша» сходило до десятка атомных подводных лодок стратегического и многоцелевого назначения.
Наступавший 1970 год был юбилейным — исполнилось сто лет со дня рождения вождя мирового пролетариата В. И. Ленина. Так как юбилей был «круглым», к нему готовились все институты советского государственного устройства, в том числе и Военно-Морской Флот СССР, зарождение которого, как считалось, было связано с именем Ленина. Широкомасштабные манёвры «Океан» помимо своей основной цели — оперативно-тактической подготовки ВМФ — должны были продемонстрировать успехи советского строя в экономике и политике и крепнущую мощь советского флота. Всем силам флота «предстояло подтвердить свою высокую специальную подготовку и отличную боевую выучку, а флоту в целом продемонстрировать, что он является флотом подлинно океанским».

## Цель и зона проведения манёвров. Силы сторон
На манёврах отрабатывалась слаженность штабов, взаимодействие флотов с оперативными объединениями других видов Вооружённых Сил и флотами дружественных государств при решении задач по поиску и уничтожению ракетных подводных лодок противника, разрушению его наземных объектов, разгрому неприятельских АУГ, десантов и конвоев.
Манёвры охватили акватории двух океанов (Атлантического и Тихого) и прилегающих к ним морей (Баренцева, Норвежского, Северного, Охотского, Японского, Филиппинского, Средиземного, Чёрного и Балтийского). Большинство учебных задач планом манёвров предполагалось решать в районах открытого моря, в стороне от основных путей судоходства, при строгом соблюдении норм международного права. На периоды проведения боевых стрельб районы, где последние должны были проходить, заблаговременно установленным порядком объявлялись временно опасными для плавания и полётов гражданской авиации. После проведения манёвров отдельные корабли должны были посетить иностранные порты для отдыха экипажей, пополнения запасов продовольствия и осмотра и ремонта механизмов.
Силы участвовавших в манёврах сторон условно обозначались как «северные», или «красные» и «южные», или «синие». Всего в удалённых районах океанов и морей было развёрнуто около 80 подводных лодок, в том числе 15 атомных, 84 надводных корабля и 45 вспомогательных судов. На некоторых направлениях атомные подводные лодки составляли основу группировок сил, решающих главные задачи. В манёврах участвовало более двадцати полков морской авиации и два полка морской пехоты. Другие виды Вооружённых сил СССР были представлены восемью полками дальней авиации, тремя корпусами и тремя дивизиями войск ПВО: в их составе было четырнадцать зенитных ракетных бригад и полков, тринадцать истребительных авиаполков, семь радиотехнических бригад и полков, эскадрилья самолётов радиолокационного дозора. Связь на манёврах обеспечивали связисты под руководством начальника связи военно-морского флота вице-адмирала Г. Г. Толстолуцкого.

## Ход проведения учений

### Учения Северного флота и 7-й оперативной эскадры

#### Развёртывание сил
От Северного флота в манёврах участвовали: управление флота, командующие и управления объединений, командиры и штабы соединений, оперативные группы 2-го и 6-го отдельных тяжёлых бомбардировочных авиационных корпусов Дальней авиации, 10-й Отдельной армии ПВО, ЛенВО, силы обозначения. Учениями Северного флота руководил командующий флотом С. М. Лобов.
К 14 апреля на флоте было завершено скрытное наращивание сил БС (до 60 % стратегических ПЛ и до 40 % остальных сил постоянной готовности) и формирование из этих сил ударных группировок флота. В Атлантическом океане, Норвежском и Баренцевом морях были развёрнуты силы обозначения в количестве 40 подводных лодок, в том числе 10 атомных, 21 надводного корабля и восьми вспомогательных судов, а также силы авиации флота в полном составе — 10 авиаполков. От взаимодействующих объединений участвовали три подводные лодки Балтийского флота, четыре авиаполка Дальней авиации, пять авиаполков и эскадрилья 10-й Отдельной армии ПВО.
14 апреля в 06:08 по сигналу было начато приведение сил флота в полную боевую готовность в течение 24 часов. В 00:00 15 апреля Северный флот начал развёртывание и обеспечение второго эшелона стратегических подводных лодок, которые фактически не обозначались; всего в этом эшелоне предполагалось развернуть 46 подводных лодок. С целью проверки в полную боевую готовность по учебным планам 14 апреля были приведены: 1-я флотилия подводных лодок, 23-я дивизия подводных лодок и 15-я бригада кораблей охраны водного района; 15 апреля в полную боевую готовность были приведены: 9-я эскадра подводных лодок, 5-я морская ракетоносная авиадивизия и 392-й отдельный разведывательный авиаполк; 17 апреля — 4-я эскадра подводных лодок. Всего для проверки организации рассредоточения привлекались 87 подводных лодок и надводных кораблей, 12 плавбаз подводных лодок и вспомогательных судов.
Первыми базы Военно-Морского Флота покинули морские тральщики и подразделения противолодочных кораблей. Задачей первых была «очистка» фарватеров от мин, вторых — обеспечение противолодочной обороны. Участие сторожевых и противолодочных кораблей в манёврах происходило в условиях, приближенных к реальным условиям современного боя, и было серьёзной проверкой готовности их личного состава к выполнению сложных задач.
Перед выходом основных сил «северных» в море, на морскую разведку с целью поиска противника были высланы десятки самолётов разведывательной авиации. В ходе выполнения этой задачи производилась дозаправка самолётов в воздухе.
Основные усилия Северного флота в ходе манёвров флота были сосредоточены против главных объектов удара — ПЛАРБ и ударных авианосцев противника. Средством уничтожения группировки «южных» по замыслу штаба учений должен был стать совместный ракетный удар крупных сил морской авиации, надводных и подводных кораблей в момент приближения «южных» к рубежам возможных действий.

#### Противолодочные поисковые операции

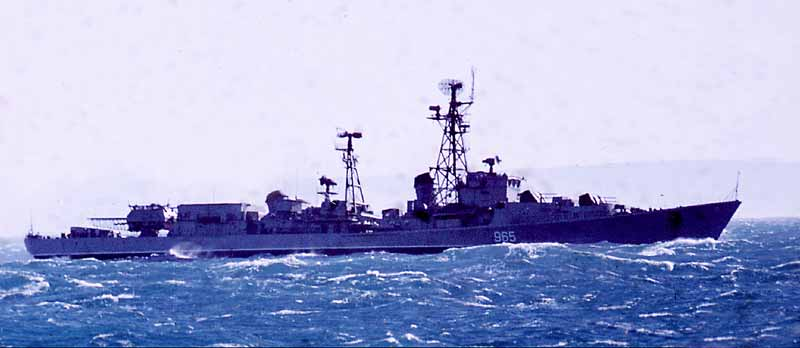
БПК проекта 56М «Неуловимый» у побережья Марокко, январь 1970 года.

В период с 15 по 22 апреля в северо-восточной Атлантике и Норвежском море были проведены поисковые операции для обнаружения и уничтожения ПЛАРБ «южных» с привлечением четырёх атомных и четырнадцати дизель-электрических подводных лодок, тринадцати надводных кораблей и авиаполка противолодочных самолётов Ил-38. В ходе поисковой операции подводные лодки обнаруживались семнадцать раз, при этом общее время слежения за обнаруженными иностранными подводными лодками составило 11 часов. Дольше всего осуществляла слежение подводная лодка К-38 — 6 часов 40 минут. С 00:00 23 апреля, за семь часов до ожидаемого времени начала военных действий, противолодочным силам было дано «разрешение» на использование оружия по подводным лодкам противника. К этому моменту противолодочные силы отслеживали две подводные лодки. Дальней авиацией было совершено 48 самолёто-вылетов для действий против ракетных подводных лодок противника.

#### Действия против авианосных ударных соединений
Действия Северного флота против авианосных ударных соединений (АУС) и других корабельных группировок «южных» были начаты 18 апреля. Силы боевой службы флота из районов Атлантики и Северного моря выявили все группировки противника, установили наблюдение и слежение за ними, организовали наведение ударных групп. Для выполнения задачи уничтожения сил «южных» к 06:00 22 апреля были сформированы смешанные ударные группы подводных лодок и надводных кораблей, сопровождавших АУС в готовности к немедленному применению оружия.
В дни манёвров погода была на редкость неспокойна. Совместная операция кораблей и морской ракетоносной авиации в Норвежском и Северном морях происходила в сложных метеоусловиях — над морем висела плотная густая пелена низких облаков, дул сильный ветер, временами — жестокий шторм, а волны достигали высоты 15–20 метров.
После получения приказания смешанные ударные группы во взаимодействии с морской ракетной авиацией, которой командовал Герой Советского Союза генерал-полковник И. И. Борзов, первыми «нанесли» мощный совместный удар по всем группировкам «южных» до подхода их к рубежу подъёма палубных штурмовиков и использованию своего оружия. Фактически с 07:00 до 08:53 23 апреля по силам «южных» условные удары нанесли три корабельные ударные группы в составе трёх атомных и пяти дизель-электрических подводных лодок, семи надводных кораблей и пяти морских ракетоносных авиаполков Северного, Черноморского и Балтийского флотов. В результате первого «нанесённого» удара противник был «ослаблен» и «потерял» до 30 % корабельного состава и 25 % авианосной авиации.
По мере нарастания угрозы ядерного нападения противника силы Северного флота произвели перегруппировку и, получив приказание в 11:00 24 апреля, «применили» тактическое ядерное оружие по авианосной ударной группе (АУГ) «южных», «упредив» его действия во всеобщей ядерной войне. В «первом ядерном ударе» разгром АУГ был завершён. «Ядерный удар» обозначали восемь ракетных и торпедных подводных лодок и семь полков морской ракетной авиации.

#### Действия против десанта «южных» и сил прикрытия
Одной из главных задач группировки «южных» была высадка десанта на территорию «северных» (безымянный остров в 2 км от берега) под прикрытием морской ракетоносной авиации, крейсеров и эсминцев. Для расчистки плацдарма для сил десанта «южные» произвели по месту высадки ракетно-бомбовые удары с применением ядерного оружия (с ракетной атомной подводной лодки была запущена баллистическая ракета с условной ядерной боеголовкой).
Уничтожение десанта и сил прикрытия «южных» на переходе морем производилось группировками «северных» посредством последовательных массированных «ударов». Первый из них нанесли два полка морской ракетной авиации с выходом 24 апреля сил десанта в Норвежское море; второй — в 15:00 и третий — в 20:00 26 апреля в северной части Норвежского моря силами шести подводных лодок и четырёх полков морской ракетной авиации. Одновременно проходили тактические десанты и на Чёрном и Балтийском морях.

### Учения Черноморского флота и 5-й оперативной эскадры
От Черноморского флота в манёврах участвовало около 20 кораблей, из них 15 — из 30-й дивизии противолодочных кораблей (шесть из них находились в Атлантике, остальные — в Средиземном море): артиллерийские крейсера проекта 68-бис «Михаил Кутузов» и «Адмирал Ушаков», крейсер проекта 70-Э «Дзержинский», ракетный крейсер «Грозный», противолодочные крейсеры-вертолётоносцы «Москва» и «Ленинград», большой ракетный корабль «Бедовый», ракетные корабли «Бравый» и «Бойкий», большие противолодочные корабли проекта 61 «Комсомолец Украины», «Отважный», «Решительный», «Красный Кавказ» и другие. Отрядом кораблей в Средиземном море командовал командующий 5-й Средиземноморской эскадры кораблей ВМФ контр-адмирал С. С. Соколан, начальником походного штаба был капитан 2-го ранга Ю. П. Афанасьев.
Ракетные корабли из состава отряда должны были решать задачу уничтожения авианосцев вероятного противника, артиллерийские крейсеры должны были вести «бой» с равнозначным «противником», или сковывать своим «огнём» силы охранения авианосцев. Противолодочные корабли вели поиск подводных лодок вероятного противника. Трём кораблям 30-й дивизии (крейсер «Дзержинский», БПК «Сообразительный» и «Комсомолец Украины») под командованием С. С. Соколана была поставлена задача: после выхода за Гибралтар следовать на север до Исландии, изображая отряд боевых кораблей «синих» (противника) и по ходу учений фиксировать удары «красных» и наносить контрудары по ним. 
Отряд остальных кораблей был разделён на две поисково-ударных противолодочных группы: западную и восточную. Флагманом западной был противолодочный крейсер «Москва», в группу входили также большие противолодочные корабли «Решительный» и «Красный Кавказ». На конец марта западная группа производила в условиях 4–5 балльного шторма поиск натовской подводной лодки в районе западнее острова Сардиния. Флагманом восточной группы был противолодочный крейсер «Ленинград», охранение крейсера и поиск подводных лодок обеспечивали большие противолодочные корабли «Комсомолец Украины», «Отважный», ракетный корабль «Бравый». 29 марта 1970 «Ленинград» вёл поиск американской ПЛАРБ южнее острова Крит, а после обнаружения которой следил за ней на протяжении 8 часов 15 минут. 1 апреля крейсер в течение шести часов вёл поиск и слежение за неопознанной подводной лодкой в Ионическом море.
15 апреля командир «Ленинграда» М. Звездовский получил приказ следовать вместе с БПК «Отважный» в Бискайский залив, где произошла авария советской атомной подводной лодки К-8 проекта 627А. После прохождения Гибралтара командирам кораблей были даны уточнённые координаты трагедии и приказ вести поисковые работы в условиях восьмибалльного шторма. Аналогичный приказ получила и группа из трёх кораблей под командованием С. С. Соколана, однако вскоре приказ был отменён — кораблям надлежало продолжать выполнение задачи по учениям. Обозначая корабли «синих», «Дзержинский», «Сообразительный» и «Комсомолец Украины» отразили атаку трёх Ту-95 «красных», произведённую противокорабельными ракетами. Попутно производился поиск подводных лодок «красных», однако результатов он не дал. «Ленинграду» и «Отважному» после безуспешных поисков подводников с К-8, проводившихся в течение пяти суток, было приказано следовать в Североморск для планового ремонта с обходом Британских островов к западу. У Фарерских островов корабли попали в сильный шторм и получили лёгкие повреждения. После ликвидации повреждений они продолжили путь и в конце апреля прибыли в Североморск. В Баренцевом море провели учение с атомной подводной лодкой проекта 670, в ходе которого из-за малых глубин и лодка и корабли потеряли акустический контакт друг с другом.
22 апреля семь подводных лодок 14-й дивизии ПЛ Черноморского флота (С-100, С-70, С-74, С-157, С-147, С-97, С-348) были развёрнуты в море для выявления входа в Чёрное море отряда боевых кораблей в составе крейсеров «Михаил Кутузов», «Слава», БПК «Красный Кавказ», эсминцев «Находчивый» и «Неуловимый», возвращающихся из Средиземного моря. Шесть из вышеперечисленных подводных лодок были построены в три завесы, а С-348 действовала в разведывательно-ударном варианте, ею же был обнаружен вход отряда кораблей в Чёрное море. По данным, донесённым С-348 на командный пункт флота, командир 14-й дивизии наводил завесы подводных лодок. Все атаки были оценены положительно.
В ходе манёвров флотом были выполнены следующие задачи:
- поиск ПЛАРБ в Средиземном море, в процессе которого были обнаружены три атомные и одна дизельная подводная лодка; общее время поддержания контакта с ними составило 45 часов 20 минут.
- Противовоздушная и противолодочная оборона, ракетные и артиллерийские стрельбы.

### Учения Балтийского флота
От 37-й дивизии ПЛ Балтийского флота в учениях «Океан» принимали участие 15 подводных лодок. В период учений было проведено зачётное командно-штабное учение 37-й дивизии. Четыре подводных лодки дивизии были развёрнуты в Северо-Восточную Атлантику с задачей поиска и уничтожения отряда боевых кораблей в составе крейсера, четырёх сторожевых кораблей и большого десантного корабля. Ракетная подводная лодка «С-142» 40-й бригады нанесла по приказанию с командного пункта флота условный ракетный удар по береговому объекту. Действия лодки были оценены на отлично. В атаке отряда боевых кораблей успешно действовала лодка «С-191» 156-й бригады ПЛ.

### Учения Тихоокеанского флота и 10-й оперативной эскадры
В период учений в Индийском океане находился отряд кораблей Тихоокеанского флота под командованием контр-адмирала Н. И. Ховрина (в составе большого ракетного корабля «Адмирал Фокин», эсминца «Блестящий» и танкера «Вишера»). Отряд посетил с дружеским визитом остров Маврикий по приглашению правительства этого государства. В учениях приняли участие атомные подводные лодки 26-й ДиПЛ — К-66, К-122, К-56.

## Итоги манёвров
В ходе манёвров было проведено 31 тактическое и командно-штабное учение, в том числе: на Северном флоте — 11, Тихоокеанском — 8 учений, на Балтийском и Черноморском флотах — по 6 учений. Подводные лодки и корабли выполнили около 1000 боевых упражнений, в том числе: 64 — ракетных, 430 — артиллерийских и 352 — торпедных стрельб, 84 глубинных бомбометания. В общей сложности было использовано 416 торпед, 68 ракет и 298 морских мин.
Морскими десантами, проведёнными в ходе учений, на берег было высажено более 2500 морских пехотинцев и более 420 единиц боевой техники, в том числе около 90 танков и более 200 бронетранспортёров и САУ. В противодесантной обороне на берегу были задействованы формирования численностью около 3400 человек, 470 единиц боевой техники, включая 80 танков и 90 артиллерийских орудий.
Все участники манёвров были награждены памятным жетоном «За дальний поход» с подвеской «Океан» (см. Доманк А. С. Знаки воинской доблести // М., изд-во "Патриот", 1990) и юбилейной медалью «В ознаменование 100-летия со дня рождения В. И. Ленина», многие передовые корабли и части за отличные достижения в боевой и политической подготовке получили Ленинские почётные юбилейные грамоты ЦК КПСС и Совета Министров СССР.

## Оценка итогов и влияние на строительство ВМФ СССР
Новаторские по своему оперативному замыслу, грандиозные по целям и задачам, манёвры проходили на необозримых пространствах Мирового океана. Такого большого учения ещё не было в истории нашего флота... Такого учения не знает и история флота других стран. Советский Военно-Морской Флот в канун ленинского юбилея, в преддверии 25-летия нашей великой победы над гитлеровской Германией проводил большой и знаменательный смотр своей боеготовности.Гольцев В. П. 
Манёвры «Океан-70» заставили военно-морских экспертов Запада признать, что эра безраздельного господства военно-морских сил НАТО в Мировом океане закончилась, а высшее военно-политическое руководство СССР наконец согласится с тем, что ВМФ представляет собой важнейший стратегический фактор.Монаков М. С.
В то же самое время в ходе манёвров была выявлена проблема острой нехватки эскортных кораблей океанской зоны, равно как и необходимость созданий новых соединений противолодочных и ракетных кораблей для несения боевой службы не оперативными соединениями, а штатно сформированными частями кораблей. Выводы, сделанные после манёвров «Океан», были подтверждены в ходе стратегической военной игры «Горизонт», проведённой в Военно-морской академии в 1970 году.
Капитан 2-го ранга ВМС США в отставке, доцент советологии при Объединённом колледже военной разведки в Вашингтоне Брюс Уотсон, в своей монографии посвящённой Советскому Военно-морскому Флоту, пишет что «Океан-70» стали местом флотских испытаний всех новейших военно-морских разработок Советского Союза. Манёвры, по словам Уотсона имели своей целью комбинировать осуществление стратегической (глобальной) военно-морской операции с военно-воздушной, надводной и подводной компонентами с высокоточными разведывательными данными, — и цели своей они достигли.
По словам американского историка и специалиста военно-морской стратегии, профессора при Военно-морском колледже Джорджа Бэра, «Океан-70» весьма впечатлили американских военных моряков, особенно в свете того, что более чем 90 % кораблей и судов советского надводного и подводного флота были не старше 20 лет. В то же время, большая часть ВМС США была готова к списанию на слом. Непомерные военные расходы на Войну во Вьетнаме и сверхдорогой проект по переоснащению тридцати подводных лодок, несущих ракеты «Поларис» на ракеты «Посейдон» буквально «съели» американский военный судостроительный бюджет 1960-х, несмотря на заявление сделанное адмиралом Томасом Мурером что маневры вроде «Океана» являются «подтверждением экспансионистской натуры советской военно-морской политики», и что США должны вновь вернуться к своей планетарной миссии — контролю мирового океана. Давая общую характеристику манёврам «Океан-70», Бэр пишет что они «открыли глаза» американскому флоту.
Консультант американского военно-морского командования и руководства Министерства обороны США Норман Полмер подтверждает, что это были действительно крупнейшие военно-морские учения со времён Второй мировой войны. «Океан-70», по мнению Полмера, стали отчётом правительству и народу СССР о реальных возможностях советского Военно-морского Флота.